# Pluto Fast Flyby
„Pluto Fast Flyby“ е космически апарат за изследване на планетата джудже Плутон.
Aпаратът, имащ за цел достигането на Плутон през 2010 г., е изработен и пуснат през 2000 г., но проектът е замразен поради финансови затруднения. Освен за планираното изследване, „Pluto Fast Flyby“ бил предназначен и за изчисляването на атмосферното налягане.
Инструментите, които включвал са видима видеокамера, инфрачервен спектър, ултравиолетов спектър и радиопредавател, който да изпрати данните до Земята.